# Opera Semplice
Opera Semplice var en fri operagrupp i Malmö 1987–1998, grundad av Christian Fürst Myrup, som också var dess konstnärlige ledare.
Amatörsångare och studerande vid bland annat musikhögskolor samlades för att under Myrups ledning studera in en opera eller operett, som sedan framfördes offentligt vid ett flertal föreställningar. Konceptet var mycket lyckat, och många av deltagarna har sedermera blivit professionella operasångare.
Några sångare som börjat sin bana hos Opera Semplice är:
- Tenoren Nils Olsson, som sedan avslutad utbildning på Operahögskolan i Stockholm 1998 varit internationellt verksam
- Sopranen Elisabet Strid, även hon utbildad vid Operahögskolan i Stockholm.
- Mezzosopranen Ingrid Dominique (tidigare Köhler), utbildad vid Musikhögskolan i Malmö och Operahögskolan i Oslo. Varit engagerad vid Theater Regensburg i Tyskland (2002–2003) och Den Norske Opera.
- Sopranen Mia Karlsson, utbildad vid Musikhögskolan i Malmö och sedan flera säsonger engagerad vid Det Ny Teater i Köpenhamn.

Opera Semplice startades 1987 som en studiecirkel i musikdramatik hos Studiefrämjandet. Den första offentliga uppsättningen gjordes 1989 på Folkteatern (senare Fakiren) i Malmö, och var en dubbelföreställning med två enaktare, Henry Purcells ”Dido och Aeneas” och John Gays ”Tiggarens opera”. Samma år, 1989, antog gruppen sitt namn, Opera Semplice (italienska för ”enkel opera”). Namnet valdes för att man ville göra opera på ett ”enkelt” sätt,  med ytterst sparsam dekor och scenografi, och göra föreställningar som tilltalade även en opera-ovan publik.
De första åren hade man ingen fast scen, varken för repetitioner eller föreställningar, och förde en något kringflackande tillvaro. 1993 fick man tillgång till Kirsebergs Teater i Malmö, och fick därmed en ”egen” scen för repetitioner, kurser och föreställningar. Christian Fürst Myrup översatte och regisserade så gott som samtliga uppsättningar. Han fungerade även som repetitör, och framträdde själv i många föreställningar. Han arrangerade och ledde även kurser i scenisk framställning och interpretation, som avslutades med offentlig konsert.
Efter Myrups död 1998 lades verksamheten ner, men återuppstod under namnet Simply Opera. Många av de aktiva i Opera Semplice förde konceptet vidare.